# Ad ea ex quibus

Kreuz des Christusordens

Mit der päpstlichen Bulle Ad ea ex quibus vom 14. März 1319 erteilte Papst Johannes XXII. die Zustimmung zur Gründung des portugiesischen Christusordens als Nachfolger des Templerordens auf dem Gebiet der portugiesischen Krone und unterstellte ihn dem königlichen Patronat.

## Vorgeschichte
Im August 1318 errichtete der portugiesische König Dinis eine Botschaft beim Heiligen Stuhl, um die Gründung eines neuen Ritterordens, des Ordens der Christusritter, in Portugal genehmigen zu lassen, da seit dem 4. Laterankonzil 1215, das Recht der Genehmigung eines neuen Ordens allein beim Papst lag (constitutio 13, De novis religionibus prohibitis: „… firmiter prohibemus, ne quis … novam religionem inveniat …“; dt.: Das Verbot neuer Orden: „… wir verbieten strengstens, dass jemand … einen neuen Orden gründe …“; zitiert nach: Alberigo, Josepho u. a.: Conciliorum oecumenicorum decreta, Bologna 1973).

## Bestimmungen
Mit der Bulle Ad ea ex quibus legte der Papst fest, dass alle Güter des von ihm verbotenen Templerordens an den neuen Orden übertragen wurden und der Christusorden gemäß den Regeln des  Ritterordens von Calatrava zu leben habe. Dem Abt des Zisterzienserklosters Alcobaça wurde die Jurisdiktion übertragen, weiterhin erhielt er das Recht zur Abnahme des Fahneneids für den Hochmeister des Christusorden. Als Ordenshaus bestimmt Johannes XXII. die Festung von Castro Marim im Südwesten Portugals. Schließlich sieht die Bulle vor, dass bei einer Vakanz der Ordensführung eine Person mit militärischem und religiösem Hintergrund, ein Eingeweihter des neuen Ordens, zum Meister zu ernennen ist.

## Mitspracherecht des Papstes
Aus vielen Quellen geht hervor, dass der Papst in der Bulle festgelegt habe, sich das Recht zur Ernennung von päpstlichen Rittern zu diesem portugiesischen Orden vorzubehalten. Der ursprüngliche Text der päpstlichen Bulle beinhaltet dieses Vergabevorrecht nicht, dies widerspricht aber nicht der Praxis, dass der Papst seine Zustimmung zur Ernennung von Rittern gab, bzw. über ein Mitspracherecht verfügte.
Ein dezidiert päpstlicher Christusorden wurde erst am 7. Februar 1905 von Papst Pius X. organisiert. Er ist heute die höchste Auszeichnung des Vatikans und wird sehr selten verliehen, vor allem an Staatsoberhäupter und hervorragende Staatsmänner von katholischem Glauben, die besondere Verdienste entweder um die katholische Kirche oder um die Gesellschaft erworben haben.